# Château de Château-Grillet
Pour le vin, voir château-grillet (AOC).
 (février 2019).
Château-Grillet est situé sur un coteau en forte pente aux confins de Vérin et de Saint-Michel-sur-Rhône, dans le département de la Loire, sur la rive droite du Rhône, au cœur d’un vignoble réputé.

## Description
Le logis principal, orienté au midi, se compose :
- d’un bâtiment comprenant un avant-corps central carré s’étageant sur trois niveaux et cantonné de quatre tours de faible diamètre percées de petites ouvertures,
- d’un bâtiment situé à l’arrière du précédent et le dépassant d’un niveau.

L’ensemble donne sur une terrasse délimitée par un muret qui fait place à une rambarde en légère saillie en face de l’avant-corps.
Des communs prolongent le logis vers le couchant en suivant la courbe de niveau.
L’accès se fait par un chemin orienté sud nord.

Le château ne se visite pas.

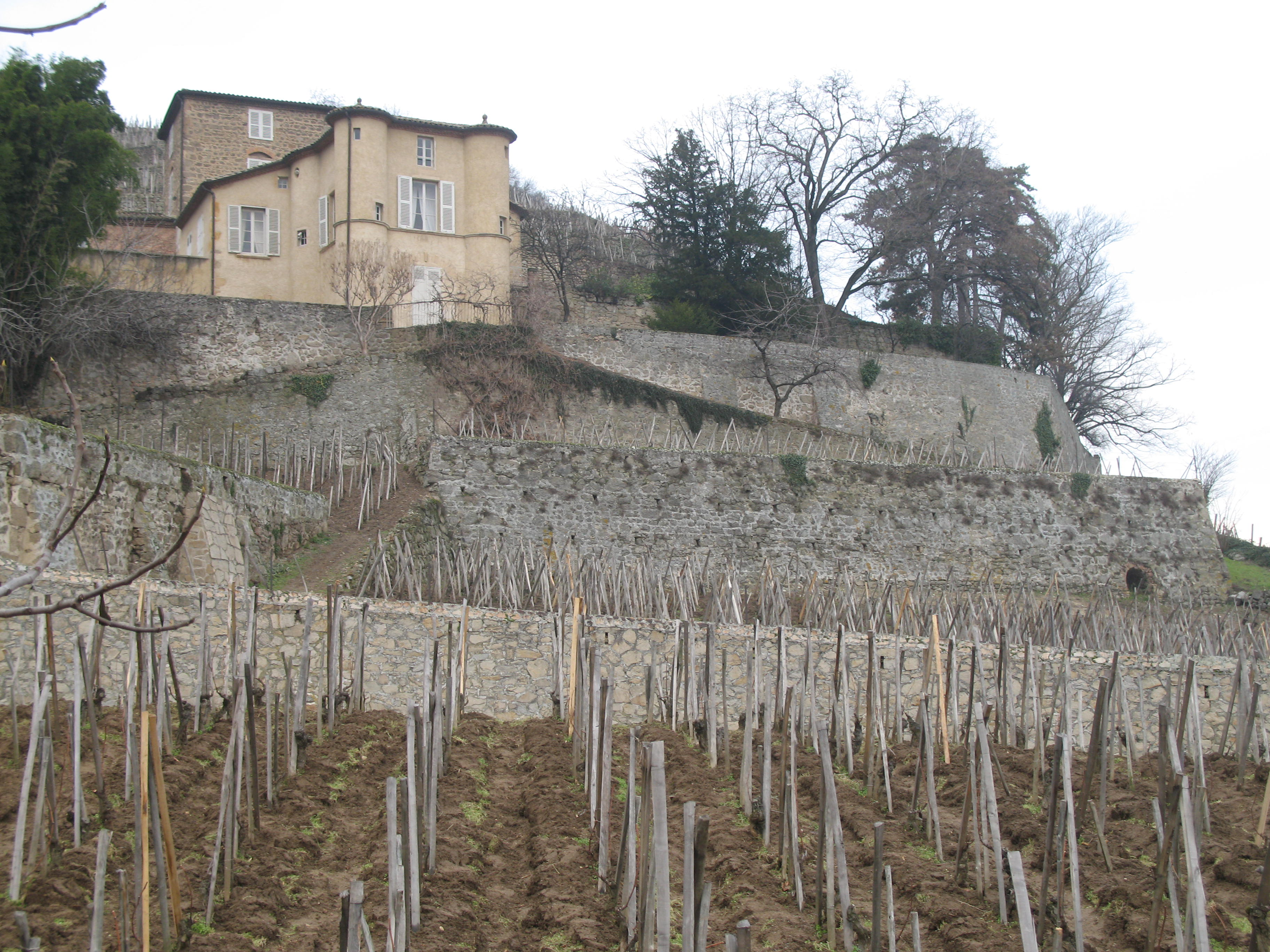
Vignoble en terrasse devant le château.
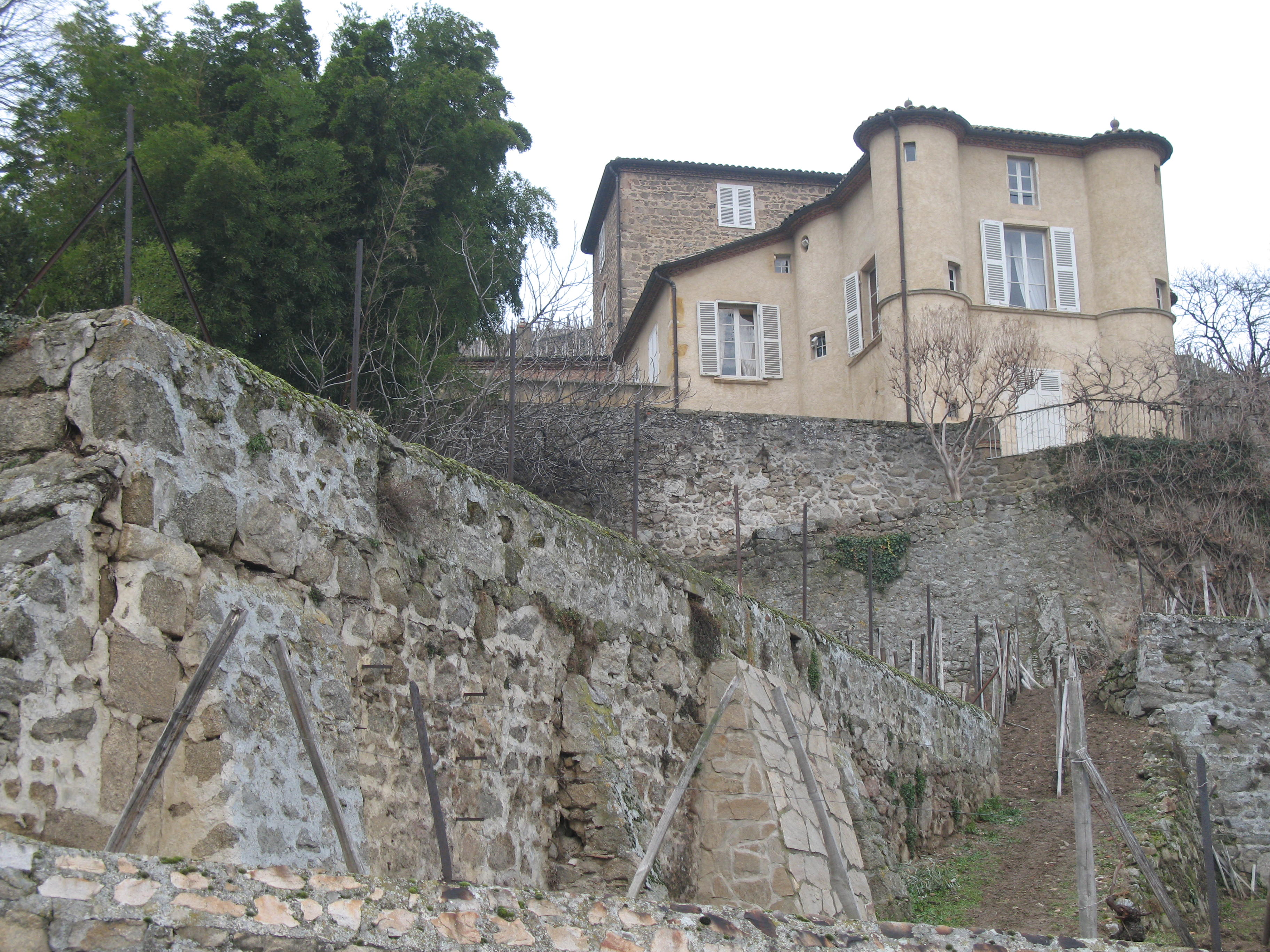
Angle sud-ouest.
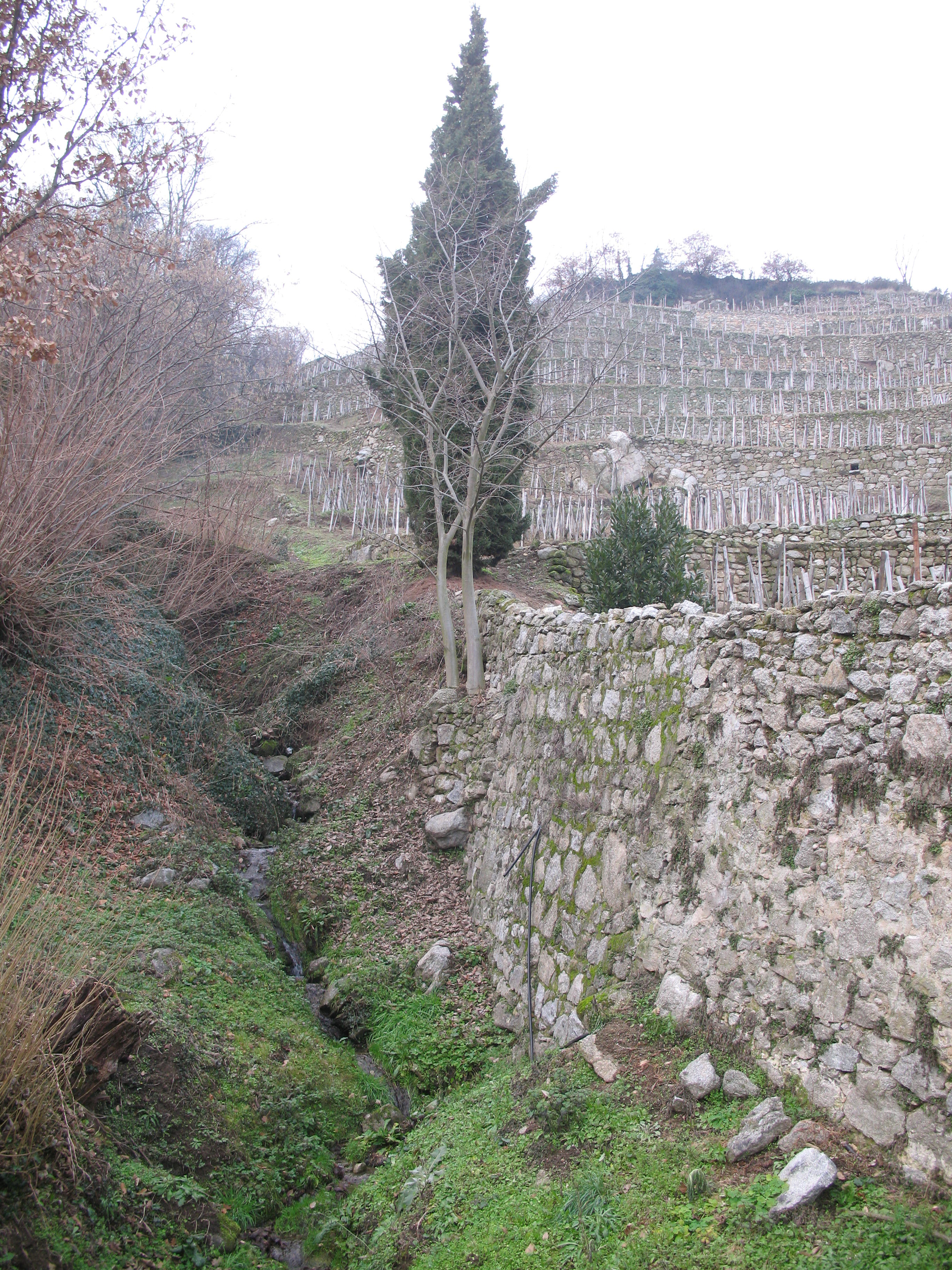
Ruisseau au pied du château.

## Historique

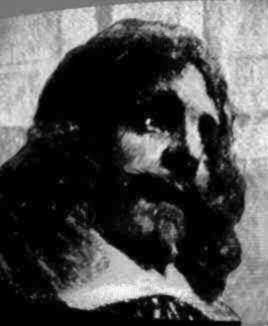
Girard Desargues.

Le domaine est exploité en vignoble depuis l’époque romaine.

Desargues
- Girard Desargues (1593–1662), géomètre et architecte lyonnais, est propriétaire du domaine et y cultive des vignes ; il reçoit son confrère Blaise Pascal en 1652.

Uffray-Desargues
- Humbert, filleul d’Antoine, frère du précédent, écuyer, épouse en 1658 Anne Jarry ; il hérite du domaine ;

Peyrouse
- à la fin de l’Ancien Régime, madame veuve Peyrouse exploite le vignoble ; en 1787, elle reçoit Thomas Jefferson, alors ambassadeur des États-Unis.

Gachet (à partir de 1830)
- Claude (1765–1845) épouse Anne Rey (1766–1829) ;
- Jean-Claude (1807–1886), fils des précédents, épouse Louise Chasseigneux (1826–1891) ;
- Marc Louis Claude (1851–1925), fils des précédents, épouse en 1883 Marie Michèle Élise Madebene (1863–1940) ;
- Louise (1884–1948), fille des précédents.

Neyret
- Jean-Baptiste (1882-1952) épouse la précédente en 1910 ;
- Odile (1914-), fille aînée des précédents.

Mayet
- Gabriel (1902-1961) épouse la précédente et reprend l’exploitation.

Canet
- André (1911-1994) épouse en 1943 Hélène (1920-2007), fille cadette de Jean-Baptiste Neyret, précédemment cité; d’abord ingénieur, en 1961, au décès de son beau-frère Gabriel Mayet, il lui succède.

Indivision Canet
- Propriété gérée par Isabelle Baratin-Canet, fille des précédents, épouse François Baratin; ils ont un fils, Nicolas.

François Pinault
- En 2011, le milliardaire François Pinault a racheté le château à Isabelle Baratin-Canet et sa famille[1]